# Політичні партії та громадські організації Білорусі
Республіка Білорусь — президентська республіка, в якій існують політичні партії різних ідеологій і позицій. Участь політичних партій в органах влади незначна. Навіть великі за білоруським мірками політичні партії рідко висувають своїх кандидатів на виборах, особливо на місцевих.

## Історія реєстрації партій та громадських об'єднань
Першим зареєстрованим громадським об'єднанням став Білоруський соціальний екологічний союз "Чорнобиль" (дата реєстрації - 16 листопада 1990 року). До жовтня 1994 року в республіці було зареєстровано 616 громадських організацій загальнореспубліканського значення, в тому числі 21 політична партія. У 1995 році розпочалася перереєстрація (її пройшло трохи більше 56 % громадських організацій) і до січня 1999 року зареєструвалися 43 політичні партії, 45 профспілок і 1173 інших громадських об'єднання. У 1999 році пройшла нова перереєстрація, яка показала, що в країні 759 громадських об'єднання республіканського та міжнародного рівнів (всього перереєстрацію пройшли також трохи більше 56 % таких організацій). На 1 липня 2014 року в Білорусі було зареєстровано 15 політичних партій, 37 профспілок, 2567 громадських об'єднань місцевого, республіканського та міжнародного рівнів, 148 фондів.

## Реєстрація
Станом на 2014 рік всі некомерційні організації повинні були проходити реєстрацію (в 2000-ні роки це займало від 1 місяця до 1,5 років, а в середньому півроку), а за діяльність без реєстрації передбачалася кримінальна відповідальність до двох років позбавлення волі.

## Фінансування громадських організацій
У 2001 році Декрет президента Олександра Лукашенко встановив державний контроль над отриманням і використанням громадськими організаціями іноземної фінансової допомоги. У 2005 році було встановлено, що громадська організація може займатися підприємницькою діяльністю лише в тому випадку і в тій мірі коли це необхідно для її статутних цілей та лише через створення комерційних організацій . У 2011 році в Кримінальний кодекс РБ внесена стаття 369.2, що передбачає відповідальність за безоплатне використання іноземної грошової допомоги. У 2011 році некомерційним організаціям було заборонено тримати рахунки в зарубіжних банках, займатися за статутом освітньою діяльністю.

## Республіканські державно-громадські об'єднання
Ця форма юридичної особи була визначена в 2003 році як некомерційна організація, що створюється з участю влади для виконання покладених на неї державно значущих завдань. У 2014 році в країні було 7 таких організацій: "Добровільне товариство сприяння армії, авіації і флоту Республіки Білорусь", Білоруське фізкультурно-спортивне товариство "Динамо", "Білоруське республіканське товариство рятування на водах", "Президентський спортивний клуб", "Білоруське товариство мисливців і рибалок", "Білоруське добровільне пожежне товариство", Білоруське товариство "Знаніє".

## Нині зареєстровані на території Республіки Білорусь партії
На території країни офіційно зареєстровано 15 політичних партій.

### Партії, які підтримують політику президента Лукашенка
- Комуністична партія Білорусі
- Республіканська партія праці і справедливості
- Республіканська партія
- Білоруська аграрна партія
- Білоруська соціально-спортивна партія
- Білоруська патріотична партія

### Партії, які не підтримують політику президента Лукашенка
- Білоруська партія лівих «Справедливий світ» (колишня Партія комуністів Білорусі)
- Білоруська партія «Зелені»
- Об'єднана громадянська партія
- Партія Білоруський народний фронт
- Консервативно-Християнська Партія - БНФ
- Білоруська соціал-демократична партія (Грамада)
- Партія «Білоруська соціал-демократична Грамада»

### Партії, які перебувають в конструктивній опозиції до Лукашенка
- Ліберально-демократична партія
- Соціал-демократична партія Народної Згоди

## Партії і рухи, офіційно не зареєстровані на території Республіки Білорусь

### Партії
- Партія свободи і прогресу
- Партія Білоруська Християнська Демократія
- Білоруська партія трудящих (колишня Білоруська партія праці)
- Білоруська соціал-демократична партія (Народна Грамада), партія позбавлена владою реєстрації, зараз розпалася на кілька партій зі схожими назвами

### Рухи
- Говори правду, суспільно-політична кампанія
- За Свободу (рух), громадський рух
- Громадянський форум (Білорусь), молодіжна організація
- Зубр (рух), молодіжна організація
- МХСС Молоді демократи, молодіжна організація
- Молода Білорусь, молодіжна організація
- Молодий фронт, молодіжна організація
- Біла Русь (громадська організація)
- Беларускі Народний Рух, громадський рух
- Революційна дія, анархістське рух
- Асоціація Білоруських Студентів (ЗБС)

### Історичні партії, які припинили існування
- Бунд (1897-1921)
- Білоруська партія соціалістів-революціонерів (1918-1924)
- Білоруська соціалістична громада (1902-1918)
- Об'єднана єврейська соціалістична робітнича партія (1917-1920)
- Комуністична партія Західної Білорусі (1923-1938)
- Білоруська націонал-соціалістична партія (1933-1944)
- Білоруська партія незалежності (1939\1942 — 1950-ті )
- Білоруська партія свободи (1993—2003)
- Білоруський народний фронт «Відродження» (1988-1993)
- Слов'янський собор Біла Русь (1992-1999)
- Білоруська партія жінок "Надзея" (1994-2007)

## Представництво в органах влади
Політичні партії республіки майже не представлені в органах влади. Цьому сприяє те, що вибори всіх рівнів проходять по одномандатних округах, а не за партійними списками. Однак (станом на 2014 рік) діє норма яка дозволяє зареєстрованій політичній партії без збору підписів висунути свого кандидата. Однак це правило обмежене територіальною ознакою - до обласної ради може висувати кандидатів тільки обласна партійна організація, а до районної - районна. До того ж було введено заборону на реєстрацію ініціативних груп зі збору підписів за одного і того ж кандидата відразу в декількох округах. Найчастіше, особливо на виборах в місцеві ради, партії не висувають своїх кандидатів. Наприклад, на виборах до місцевих рад в 2014 році, кандидати від політичних партій склали менше 3 % від загального числа висуванців. Навіть Комуністична партія Білорусі висунула тільки 276 кандидатів, хоча обиралося більше 10 тисяч депутатів. Решта партій висунули набагато менше.